# 山下誠司
山下 誠司（やました せいじ、1976年1月20日生まれ　静岡県出身）は、HAIR & MAKE EARTH （ヘアメイクアース）を運営する、株式会社アースホールディングス取締役。株式会社サンクチュアリ代表取締役も兼任。
著書に10万部突破の『年収1億円になる人の習慣』（ダイヤモンド社）がある。

## 来歴
高校卒業後に上京し、19歳で美容師を始め、31歳で年収1億円を超える。26歳のときに株式会社サンクチュアリを設立。30歳で、株式会社サンクチュアリから、初めて経営者を輩出。子会社、孫会社、ひ孫会社、玄孫会社と、5世代にわたり、38名の経営者を輩出。フェラーリを所有する経営者を、4名輩出。31歳で、株式会社アースホールディングスが設立され、取締役に就任。

## 経歴
- 1976年　静岡県で生まれる。
- 1994年　高校卒業後、東京に上京し都内の美容専門学校に入学。
- 2001年　HAIR & MAKE EARTH[6]銀座店の店長になる。
- 2001年　12月には個人売上500万円を超える（月間）。
- 2002年　銀座店でＦＣオーナーになる。（有）サンクチュアリ設立。
- 2006年　自社から経営者を輩出し、輩出した経営者による出店を開始。
- 2007年　31歳で年収1億円を超える。
- 2007年　（株）アースホールディングスが設立され、取締役になる。
- 2008年　（有）サンクチュアリを、（株）サンクチュアリに組織変更。新ブランドＳＡＮＣＴＵＡＲＹ誕生。
- 2010年　50店舗を超える。
- 2013年　孫にあたる経営者を6名同時で輩出。
- 2014年　ＳＡＮＣＴＵＡＲＹがＥＡＲＴＨ銀座店に統合し、ネイル事業をスタート。
- 2014年　DVD『社員も年収1億円超えを果たす組織になる「No.2の心得」』（株式会社オフィシャルインテグレート）発売。
- 2016年　DVD『2時間で年収3億円思考を学べる「地道力」』（株式会社オフィシャルインテグレート）スペシャルセミナー出演。
- 2017年　日本経営合理化協会主催の全国経営者セミナーに講師として登壇する。
- 2017年　CD『稼ぐナンバー2の実務と心得』（日本経営合理化協会）発売。
- 2017年　ひ孫にあたる経営者を2名同時に輩出。
- 2018年　著書『年収1億円になる人の習慣』（ダイヤモンド社）より出版。
- 2018年　2019年1月号「日経トレンディ」内“ビジネスパーソン1000人と「プロ仕事人」が選んだ2018年に出たビジネス本ランキング”にて著書が第3位に選出された。

## 著書
- 『年収1億円になる人の習慣』（ダイヤモンド社、2018年）

## DVD/CD
- DVD『社員も年収1億円超えを果たす組織になる「No.2の心得」』（株式会社オフィシャルインテグレート）。
- DVD『2時間で年収3億円思考を学べる「地道力」』（株式会社オフィシャルインテグレート）スペシャルセミナー出演。
- CD『稼ぐナンバー2の実務と心得』（日本経営合理化協会）。

## 主な講演
- 2017年　日本経営合理化協会主催の全国経営者セミナーに講師として登壇。
- 2018年10月　『年収１億円になる人の習慣』の出版記念講演会。幕張メッセにて1万人講演会に登壇。
- 2018年11月　株式会社オムニアライアンス主催『年収１億円になる人の習慣』の出版記念名古屋講演会に登壇。